# Daniele Balli
Daniele Balli (Florencia, 16 de septiembre de 1967) es un futbolista italiano que jugó como portero. Hasta el final de 2007 a 2008 jugó en el Empoli, un club en el que ha pasado la mayor parte de su carrera. Actualmente juega en el equipo de Fucecchio, la Primera Clase de Campeonato en Toscana.

## Carrera
Comenzó en 1985 en el Empoli, cuando empezó los mejores momentos de su carrera. No iníciuo, en el cual no aprovechó y fue incorporado a Trento, Mobilieri Ponsacco y Tempio (todos los clubes de las divisiones inferiores en Italia) para ganar más experiencia.
Más adelante regresó a Empoli en 1991, permaneciendo hasta 1997, cuando jugaba en el Salernitana, donde trabajó hasta 1999. Militaria también por Ternana, Nocerina Pistoiese y sin mucha fanfarria, regresó a Empoli.
Balli jugó desde 2003 hasta 2008 en un equipo azul de Toscana, cuando tenía 40 años. También fue en Pisa, en la Serie B en Italia. Con la grave crisis financiera que se envolvió el equipo azul y negro, Balli abandonó el club y se retiró del fútbol. Pero a mediados de 2009, aún quería jugar de nuevo, en esta declaración sería efectiva el 20 de septiembre, contra Vaianese por Promozione, en la séptima división en Italia.
- Datos: Q1042582